# Баронисси
Баронисси (итал. Baronissi) — город в Италии, располагается в регионе Кампания, в провинции Салерно.
Население составляет 15 746 человек (на 2004 г.), плотность населения составляет 889 чел./км². Занимает площадь 17 км². Почтовый индекс — 84081. Телефонный код — 089.
Покровителем населённого пункта считается San Francesco. Праздник ежегодно празднуется 4 октября.